# پردیس سینمایی خلیج فارس دامغان
پردیس سینمایی خلیج فارس دامغان یک پردیس سینمایی در شهر دامغان، ایران است.
این سینما در تاریخ ۲۰ اسفند ۱۳۹۶ با سه سالن در یک مجتمع تجاری تأسیس شده‌است.